# Peyrestortes
Peyrestortes is een gemeente in het Franse departement Pyrénées-Orientales (regio Occitanie). De plaats maakt deel uit van het arrondissement Perpignan. Peyrestortes telde op 1 januari 2022 1.808 inwoners.

## Geografie
De oppervlakte van Peyrestortes bedroeg op 1 januari 2022 7,96 vierkante kilometer; de bevolkingsdichtheid was toen 227,1 inwoners per km².

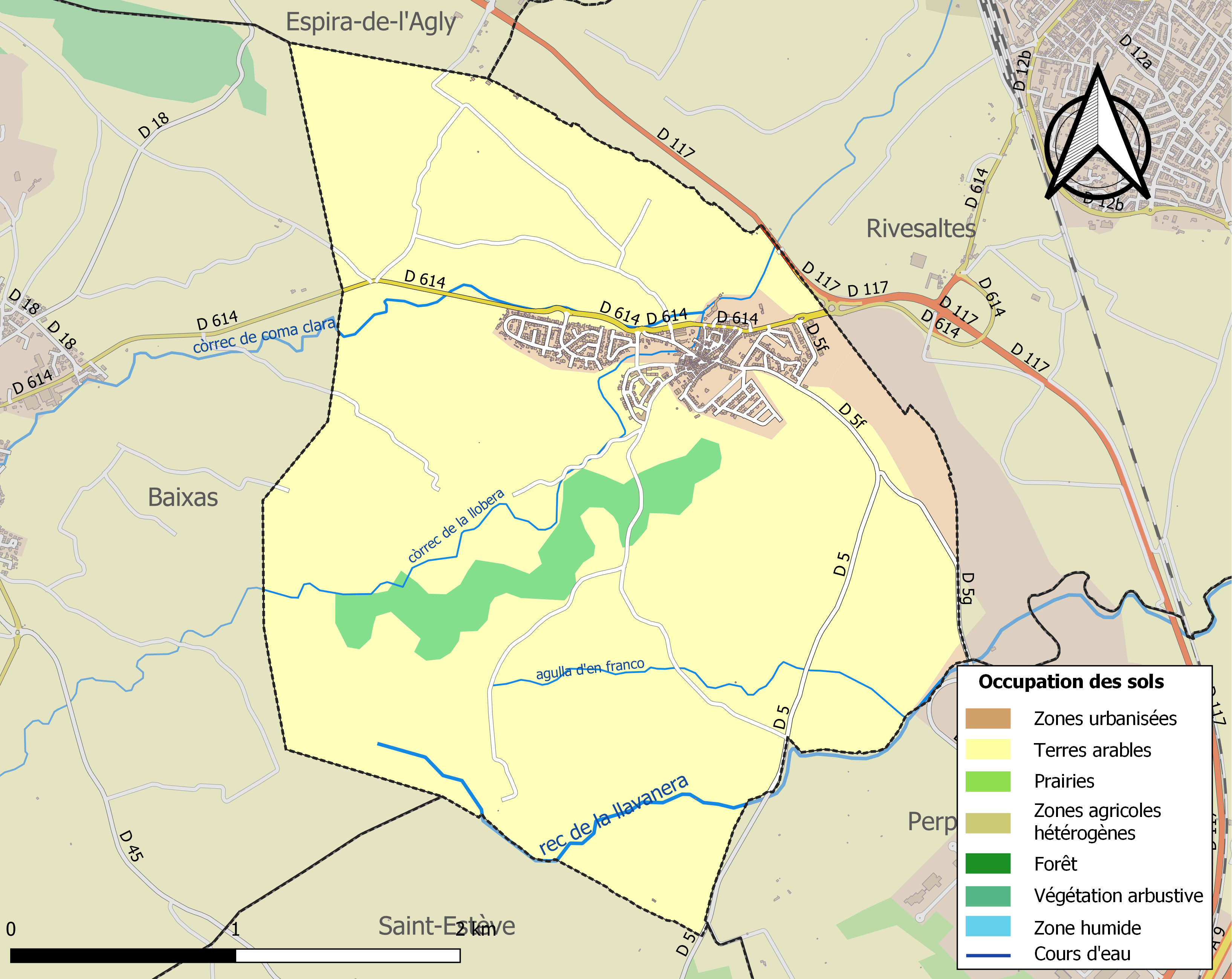
Kaart van de gemeente met de belangrijkste infrastructuur, bodemgebruik en omliggende gemeenten

## Demografie
Onderstaande figuur toont het verloop van het inwonertal (bron: INSEE-tellingen).